# Allopachria grandis
Allopachria grandis är en skalbaggsart som beskrevs av Bian och Ji 2010. Allopachria grandis ingår i släktet Allopachria och familjen dykare. Inga underarter finns listade i Catalogue of Life.